# Oratiwka
Oratiwka (ukr. Оратівка) – wieś na Ukrainie, w obwodzie winnickim, w rejonie winnickim, w hromadzie Oratów. W 2001 liczyła 285 mieszkańców, spośród których 283 wskazało jako ojczysty język ukraiński, a 2 rosyjski.